# Amblyseius adhatodae
Amblyseius adhatodae är en spindeldjursart som beskrevs av Muma 1967. Amblyseius adhatodae ingår i släktet Amblyseius och familjen Phytoseiidae. Inga underarter finns listade i Catalogue of Life.